# Iglesia de Nuestra Señora de Andacollo (Santiago de Chile)
La Iglesia de Nuestra Señora de Andacollo es un templo religioso de culto católico y  bajo la advocación de Nuestra Señora de Andacollo en la ciudad de Santiago de Chile, capital estatal de Chile. 
Los límites jurisdiccionales de la Parroquia son: al Norte-- Avenida Balmaceda, Parque de los Reyes.  Sur: Calle San Pablo.  Este: Calle Almirante Barroso.  Oeste: Esperanza hasta Mapocho y Libertad hasta San Pablo.  Son alrededor de 72 manzanas donde habitan cerca de 13.000 personas.

## Historia
El día 6 de junio de 1912, Mons. Juan Ignacio González Eyzaguirre hizo un decreto erigiendo la parroquia Nuestra Señora de Andacollo y nombrando a P. Ladislao Godoy como su primer párroco. Godoy invitó a jóvenes de colegios católicos a ayudar en esta nueva comunidad, y, entre ellos, San Alberto Hurtado inició su trabajo con los más pobres de la ciudad cuando entró a trabajar en el Patronato anexo a la Parroquia de Nuestra Señora de Andacollo. Alberto trabajaba en la secretaría, la dirección de la biblioteca y la caja de ahorro de los alumnos de la escuela y del Centro Obrero.
En 1943, Nicomedes Guzmán escribió su novela de la pobreza del barrio, "La sangre y la esperanza", que habla frecuentemente de la presencia de la parroquia entre los pobres por el sonido de sus "campanas," un sonido que se repite en los momentos claves del libro entero.

## Terremotos
El terremoto de 1985 causó graves daños al templo. La torre del templo y las campanas cayeron.  El terremoto de 2010 también causó daños, obligando a los feligreses a rezar afuera hasta su reparación. Hasta el día, el comedor sufre algunas consecuencias del terremoto.

## Situación Actual
La Parroquia se encuentra inserta en un sector que está teniendo poco a poco una nueva configuración, debido a un proceso de renovación urbana que implica la construcción de varios condominios, los que están siendo habitadas por familias pequeñas, pero en un alto porcentaje por personas solas, separadas y convivientes, especialmente jóvenes.  A pesar del cambio que está experimentando el sector, existen lugares de mucha pobreza, todavía se aprecian cités.  Se está dando una fuerte y creciente presencia de inmigrantes.

## Vocaciones
Además de contribuir a la formación de San Alberto Hurtado, Antonio Moreno Casamitjana, obispo emérito de la Arquidiócesis de Concepción, Chile, es un hijo nativo de la parroquia.

## Párrocos
- Pbro. Ladislao Godoy (1912-1928)
- Pbro. José de la Cerda (1928-1934)
- Pbro. Alberto Jacques (1935-1951)
- Pbro. Vicente Ahumada (1951-1962)[3]
- Pbro. Agustín Lloret (1962-1965)
- Pbro. Luis Bascuñán (1965-1972)
- Pbro. Juan González, O.F.M., Cap. (1973-1976)
- Díacono Oscar Barraza (1976)
- Pbro. Gerardo T. Papen, C.S.C. (1977)
- Pbro. Roberto G. Simón, C.S.C. (1977)
- Pbro. Douglas Smith, C.S.C. (1978-1979)
- Pbro. Fermín Donoso, C.S.C. (1979-1980)
- Pbro. Ricardo Elliott, C.S.C. (1981-1985)
- Pbro. Malcolm Johnson, C.S.C. (1985-1995)
- Pbro. Gerardo T. Papen, C.S.C. (1995-2003)
- Pbro. Romulo Vera, C.S.C. (2004-2009)
- Pbro. Gerardo R. Barmasse, C.S.C. (administrador) (2010)
- Pbro. Cristóbal W. Cox, C.S.C. (2011-2014)
- Pbro. Romulo Vera, C.S.C. (administrador) (2014)
- Pbro. Jose Tomei, C.S.C. (2015-2020)
- Pbro. Romulo Vera, C.S.C. (2021-)